# Pleochroizm

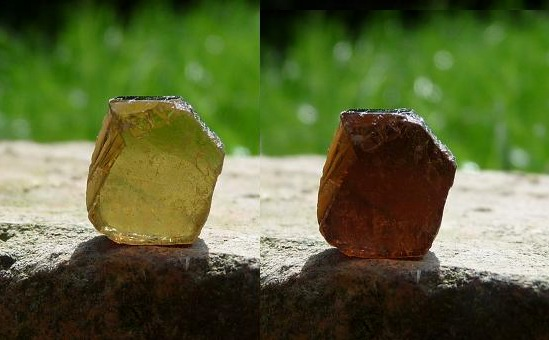
Pleochroizm turmalinu obserwowanego przez filtr polaryzacyjny

Pleochroizm (wielobarwność, polichroizm) – zjawisko zmiany barwy w zależności od polaryzacji światła przechodzącego przez ciało. Jest on wynikiem różnej absorpcji widmowej światła przez substancje, zależnie od kierunku polaryzacji padającego światła.
Występuje najczęściej w kryształach, zwłaszcza tych, które charakteryzują się naturalną anizotropią absorpcji. Ośrodkami absorpcji mogą być zarówno poszczególne elementy struktury kryształu (jony, atomy, cząsteczki), jak również inne ciała absorbujące, obecne w krysztale (np. domieszki).
W optyce kryształów rozróżnia się dwa rodzaje pleochroizmu:
- dichroizm – w kryształach optycznie jednoosiowych (krystalizujących w układach tetragonalnym i heksagonalnym) występują dwie główne barwy, jak np. w turmalinie i aleksandrycie,
- trichroizm – w kryształach optycznie dwuosiowych (krystalizujących w układach rombowym, jednoskośnym i trójskośnym) – trzy główne barwy, jak np. w kordierycie i kunzycie.

Rozróżnia się pleochroizm słaby, wyraźny i silny.
W większości kamieni szlachetnych makroskopowy pleochroizm jest niewyraźny. Jeżeli pleochroizm jest silny, odpowiednia orientacja kamienia podczas szlifowania może barwę osłabić lub wzmocnić.
Zjawisko bardzo silnie przejawia się w krysztale herapatytu (siarczanu jodochininy), używany jest on do produkcji płytek polaroidowych.